# Артемьевы
Арте́мьевы — два дворянских рода.
Есть две фамилии этого имени, из которых лишь вторая внесена в гербовник:
1. Потомки Семёна Васильевича Артемьева, пожалованного поместьем  2 октября 1550 г. (в гербовник не внесены).
2. Василий Васильевич Артемьев, пожалованный секунд-ротмистром в 1786 году (Герб. Часть IX. № 143)[1].

## Происхождение и история рода
Первые сведения об этой фамилии начинаются с Семёна Васильевича Артемьева, пожалованного 2 октября 1550 года поместьем в Московском уезде. В 1573 году опричниками Ивана Грозного числились:  Дружина Григорьевич, Михаил, Черемис.  Многие Артемьевы служили в дьяках и стряпчих. Так, Борис Трифонович был дьяком в приказе Большой казны с 1682 по 1695 год, а Фёдор Филиппович был стряпчим в 1679 году. Евсевий Артемьев воевода в Селенгинске в 1676 году. Шесть Артемьевых владели населёнными имениями в 1699 году.
Один из родов имеет родоначальником Ивана Васильевича Артемьева, родом новгородца, участника взятия Казани (1552) и строителя города Уфы. Праправнук его, Илья Михайлович, в 1681 году был верстан поместным окладом в Уфимской и Оренбургской губерниях. Его потомки записаны в VI часть родословных книг названных губерний.
Мирон Артемьев, из крестьян Юрьево-Ливонского уезда, лейб-компании гренадер, возведён в потомственное дворянское достоинство Российской империи 31 декабря 1741 года. Жалован дипломом на дворянское достоинство 25 ноября 1751 года.
Другой род Артемьевых, происходящий от бригадира Василия Васильевича Артемьева (1791), пожалован с потомками дворянским достоинством в 1803 году. Внесён в I часть родословных книг губерний Смоленской и Тульской. Герб Артемьева внесён в часть 9 Общего гербовника дворянских родов Всероссийской империи, страница 143.

## Описание гербов

#### Герб. Часть IX. № 143.
Герб потомства Василия Васильевича Артемьева: в щите, имеющем золотое поле, изображены две чёрные стрелы и в середине шпага, остроконечиями вверх и на них горизонтально означена голубая полоса с двумя золотыми стременами. Щит увенчан дворянским шлемом и короной, на поверхности которой два чёрных орлиных крыла. Намёт на щите золотой, подложен голубым.

#### Герб. Часть I. № 53.
Герб лейб-кампанца Мирона Артемьева: на две части вдоль разделённой щит, у которого правая часть показывает в чёрном поле золотое стропило с наложенными на нём тремя горящими гранатами натурального цвету между тремя серебряными звёздами, яко общий знак особливой Нам и Всей Империи Нашей при благополучном Нашем с помощью Всевышнего на родительский Наш наследный престол вступлении верно оказанной знатной службы и военной храбрости нашей Лейбкомпании, а левая содержит в золотом по красному волнистою линию перерезанном поле острым концом вверх обращённую шпагу, поставленную наподобие сваи, переменных с полями цветов.
Над щитом несколько открытой стальной дворянской шлем, который украшает наложенная на него обыкновенная Лейбкомпании Гренадерская шапка с красными и белыми страусовыми перьями и с двумя по обеим сторонам распростёртыми крыльями чёрного цвету, на которых повторены три серебряные звезды. По сторонам щита опущен шлемовной намёт красного и чёрного цветов подложенный с правой стороны серебром, а с левой золотом, с приложенною внизу щита надписью: «За вѣрность и ревность».